# العلاقات الباهاماسية الكرواتية
العلاقات الباهاماسية الكرواتية هي العلاقات الثنائية التي تجمع بين باهاماس وكرواتيا.

## مقارنة بين البلدين
هذه مقارنة عامة ومرجعية للدولتين:
| وجه المقارنة                                              | باهاماس      | كرواتيا                                                  |
| --------------------------------------------------------- | ------------ | -------------------------------------------------------- |
| المساحة (كم2)                                             | 13.88 ألف    | 56.59 ألف                                                |
| عدد السكان (نسمة)                                         | 395.36 ألف   | 4.11 مليون                                               |
| الكثافة السكانية (ن./كم²)                                 | 28.48        | 72.63                                                    |
| العاصمة                                                   | ناساو        | زغرب                                                     |
| اللغة الرسمية                                             | لغة إنجليزية | اللغة الكرواتية                                          |
| العملة                                                    | دولار بهامي  | كونا كرواتية                                             |
| الناتج المحلي الإجمالي (بليون دولار)                      | 12.16 مليار  | 54.85 مليار                                              |
| الناتج المحلي الإجمالي (تعادل القوة الشرائية) بليون دولار | 8.92 مليار   | 94.64 مليار                                              |
| الناتج المحلي الإجمالي الاسمي للفرد دولار أمريكي          | 22.82 ألف    | 11.54 ألف                                                |
| الناتج المحلي الإجمالي للفرد دولار أمريكي                 |              | 21.64 ألف                                                |
| مؤشر التنمية البشرية                                      | 0.790        | 0.818                                                    |
| رمز المكالمات الدولي                                      | +1242        | +385                                                     |
| رمز الإنترنت                                              | .bs          | .hr                                                      |
| المنطقة الزمنية                                           | 00           | توقيت وسط أوروبا، ت ع م+01:00، ت ع م+02:00، أوروبا/زغرب ‏ |

## منظمات دولية مشتركة
يشترك البلدان في عضوية مجموعة من المنظمات الدولية، منها:
| علم المنظمة | اسم المنظمة                               | تاريخ انضمام باهاماس | تاريخ انضمام كرواتيا |
| ----------- | ----------------------------------------- | -------------------- | -------------------- |
|             | مؤسسة التنمية الدولية                     | 23 يونيو 2008        | 25 فبراير 1993       |
|             | يونسكو                                    | 23 أبريل 1981        | 1 يونيو 1992         |
|             | وكالة ضمان الاستثمار متعدد الأطراف        | 4 أكتوبر 1994        | 19 مارس 1993         |
|             | الأمم المتحدة                             | 18 سبتمبر 1973       | 22 مايو 1992         |
|             | الفريق المعني برصد الأرض                  | ?                    | ?                    |
|             | الاتحاد البريدي العالمي                   | ?                    | ?                    |
|             | البنك الدولي للإنشاء والتعمير             | 21 أغسطس 1973        | 25 فبراير 1993       |
|             | الاتحاد الدولي للاتصالات                  | 19 أغسطس 1974        | 3 يونيو 1992         |
|             | منظمة حظر الأسلحة الكيميائية              | ?                    | ?                    |
|             | مؤسسة التمويل الدولية                     | 8 ديسمبر 1986        | 25 فبراير 1993       |
|             | المركز الدولي لتسوية المنازعات الاستشارية | 18 نوفمبر 1995       | 22 أكتوبر 1998       |
|             | منظمة الشرطة الجنائية الدولية             | ?                    | ?                    |

## وصلات خارجية
- موقع وزارة الخارجية الكرواتية